# Девик, Пола
По́ла Мише́ль Деви́к (фр. Paula Michelle Devicq; род. 7 июля 1965[…], Эдмонтон) — канадская актриса

 и фотомодель.

## Биография
Пола Мишель Девик родилась 7 июля 1965 года в Эдмонтоне (провинция Альберта, Канада). В школьные годы она практиковала фигурное катание по два часа до и после школы каждый день.
Пола начала свою карьеру в качестве фотомодели. Появилась на упаковке L'Oreal Excellence Ash для светлого цвета волос. Она снялась в одобренном кинокритиками телесериале «Центральная улица, 100», снятом режиссёром Сидни Люметом и с Аланом Аркиным в главной роли. Затем она получила роль второго плана в телесериале «Спаси меня», а в начале своей карьеры снялась в телевизионном фильме «Раненное сердце», эмоциональной драме, действие которой происходит в Техасе, где она сыграла роль взрослой влюблённой дочери, вернувшейся в свой родной город, чтобы увидеть её больного отца. Она появилась в художественных фильмах «Запретная любовь» с Эндрю МакКарти и Ричардом Чемберленом, и «Порочная страсть» с Ричардом Гиром и Сьюзан Сарандон.
Пола дважды в разводе, её вторым мужем был актёр Джозеф Лайл Тейлор (поженились 12 декабря 2001 года и вскоре развелись).

## Избранная фильмография
| Год       |   | Русское название                      | Оригинальное название        | Роль                      |
| --------- | - | ------------------------------------- | ---------------------------- | ------------------------- |
| 1994—2000 | с | Нас пятеро                            | Party of Five                | Кирстен Беннетт Сэлинджер |
| 2004—2005 | с | Спаси меня                            | Rescue Me                    | Сондра                    |
| 2005      | с | Закон и порядок                       | Law & Order                  | Миранда Ши                |
| 2007      | с | Закон и порядок: Преступное намерение | Law & Order: Criminal Intent | Кристин Мэйфилд           |
| 2011      | с | Одарённый человек                     | A Gifted Man                 | Доктор Элизабет Сэлинджер |
| 2012      | ф | Порочная страсть                      | Arbitrage                    | Синди                     |